# Морозевич Олександр Сергійович
Олександр Морозевич (рос. Александр Морозевич) (нар. 18 липня 1977 у Москві) — російський шахіст, гросмейстер з 1994 року.
Його рейтинг станом на березень 2020 року — 2659 (85-те місце у світі, 20-те серед шахістів Росії).

## Кар'єра
Перші успіхи на міжнародній арені здобув у шістнадцять років. У 1993 році на турнірі в Тілбурзі виграв матч в Майкла Адамса (2-0), виключивши його із подальшої гри. Рік потому здивував шаховий світ, вигравши елітний турнір в Лондоні з результатом 9 очок з 10 можливих. У тому самому році став лідером другої шахової збірної Росії, яка здобула бронзову медаль на олімпіаді в Москві, а також посів перше місце на турнірі в Памплоні.
Наступні роки були менш вдалими, тільки у 1998 році Морозевич здобув ряд успіхів і ввійшов до світової шахової еліти. У цьому році Морозевич посів перше місце в гросмейстерському турнірі в Кишиневі, показавши надзвичайно високий результат 8½ пунктів в 9 партіях. Після цього він отримав титул індивідуального чемпіона Росії, вигравши фінальний турнір в Сочі. На олімпіаді в Єревані Морозевич допоміг команді Росії здобути золоті медалі. Після цієї серії успіхів його рейтинг ФІДЕ зріс до 2723 пунктів, що було п'ятим місцем у світі.
З 1999 року Морозевич є постійним учасником сильних гросмейстерських турнірів, переплітаючи досконалу гру з виразними падіннями форми. Здобув перемоги на турнірах в Білі, в 2003 р. (результат 8 очко з 10 можливих), в 2004 році (7,5 з 10) а також 2006 році (7,5 з 10). Добрі результати показав в комбінованому турнірі з швидких шахів та в грі «наосліп», що проходив у Монте-Карло: перше місце в 2002 році, друге в 2003 і перше (разом з Володимиром Крамником) в 2004 роках. У 2003 році поділив перше місце з Петром Свідлером в чемпіонаті Росії. У командних чемпіонатах Морозевич регулярно добивався дуже гарних результатів. На олімпіаді, що проходила в Стамбулі в 2000 році, показав найкращий турнірний перфоменс у 2802 очка. Всього в 1994–2006 роках представляв Росію на шести олімпіадах, здобув п'ять командних медалей і чотири індивідуальні, а також 40,5 пунктів з 61 партій. Під кінець 2006 року переміг в сильному турнірі в Памплоні, виступив в Мехіко в Чемпіонаті світу з шахів 2007 року, посівши 6 місце.
Морозевич відомий своєю нешаблонною грою, він часто вибирає забуті або мало застосовувані варіанти дебютів, на зразок Захисту Чигоріна проти ферзевого гамбіту. Любить ускладнені позиції, в розігруванні яких він має великий талант і шахову уяву.

### 2014
У травні 2014 року Олександр Морозевич з результатом 6 очок з 9 можливих (+3-0=6) здобув перемогу в 15-му міжнародному турнірі ім. А.Карпова, який проходив в російському місті Пойковський.
У червні 2014 року в Дубаї Морозевич з результатом 10½ очок з 15 можливих (+9-3=3), посів 5 місце на чемпіонаті світу з рапіду , та з результатом 13 з 21 можливого очка (+11-6=4) посів 10 місце на чемпіонаті світу з бліцу.
У листопаді 2014 року з результатом 2 очка з 7 можливих (+0-3=4) розділив останні 7-8 місця на турнірі «Меморіал Петросяна», що проходив у Москві.

У грудні 2014 року з результатом 4½ з 9 можливих очок (+2-2=5) посів 7 місце на чемпіонаті Росії з шахів.

### 2015
У жовтні 2015 року з результатом 3½ очка з 9 можливих (+3-5=1) посів 9 місце на турнірі ім. А.Карпова, що проходив у Пойковському.
А на чемпіонаті світу зі швидких та блискавичних шахів, що проходив у Берліні, посів відповідно:
 — 117 місце на турнірі зі швидких шахів, набравши 6½ з 15 очок (+5-7=3),
 — 58 місце на турнірі з блискавичних шахів, набравши 11½ з 21 очка (+9-7=5).

## Зміни рейтингу
| На цьому місці має відображатися графік чи діаграма, однак з технічних причин його відображення наразі вимкнено. Будь ласка, не видаляйте код, який викликає це повідомлення. Розробники вже працюють для того, щоби відновити штатне функціонування цього графіка або діаграми. | |
| | На цьому місці має відображатися графік чи діаграма, однак з технічних причин його відображення наразі вимкнено. Будь ласка, не видаляйте код, який викликає це повідомлення. Розробники вже працюють для того, щоби відновити штатне функціонування цього графіка або діаграми. |